# Słupno (powiat wołomiński)
Słupno – wieś w Polsce położona w województwie mazowieckim, w powiecie wołomińskim, w gminie Radzymin.

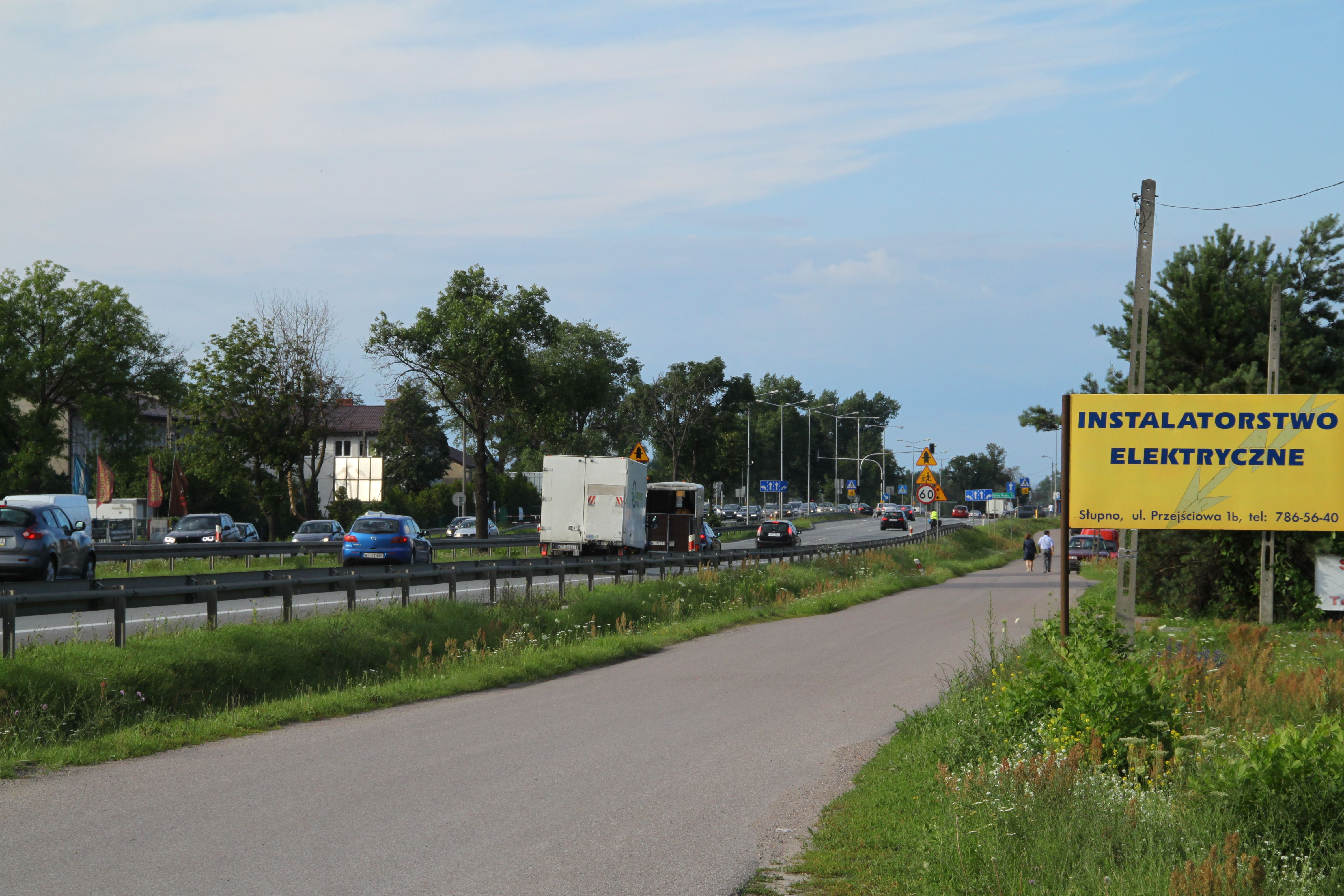
Dawna droga krajowa nr 8 (obecnie droga wojewódzka 629) w Słupnie

W latach 1975–1998 miejscowość należała administracyjnie do województwa warszawskiego.
Na trenie wsi utworzono sołectwa: Słupno I, Słupno II, Słupno Osiedle, Słupno Górki i Nowe Słupno.
| SIMC    | Nazwa        | Rodzaj    |
| ------- | ------------ | --------- |
| 0007829 | Nowe Parcele | część wsi |
| 0007835 | Nowe Słupno  | część wsi |

W miejscowości znajdują się dwie placówki edukacyjne: Zespół Szkół w Słupnie, w skład którego wchodzi Szkoła Podstawowa Nr 1 im. Marii Konopnickiej i Gimnazjum w Słupnie, oraz Szkoła Podstawowa Nr 2 im. Michaliny Chełmońskiej-Szczepankowskiej.
24 grudnia 2007 roku abp Sławoj Leszek Głódź, biskup diecezjalny warszawsko-praski utworzył w Słupnie Ośrodek duszpasterski Matki Bożej Fatimskiej i bł. Bronisława Markiewicza, wydzielając go z terytorium parafii św. Andrzeja Boboli w Markach-Strudze. Prowadzenie ośrodka powierzono księżom Michalitom, a pierwszym administratorem został ks. Maksymilian Sowa CSMA. W ciągu kilku lat zbudowano nową świątynię. 31 stycznia 2010 roku biskup warszawsko-praski, abp Henryk Hoser erygował w Słupnie pełnoprawną parafię.
W 2007 roku Powołano Stowarzyszenie Rozwoju Wsi Słupno, jednym z głównych celów stowarzyszenia jest zbudowanie kapitału społecznego zdolnego do animowania przedsięwzięć kulturalnych oraz innych inicjatyw społecznych na terenie wsi Słupno. Dzięki wsparciu finansowemu ze środków unijnych udało się zrealizować wiele projektów, m.in. zajęcia z Nordic Walking, kursy komputerowe i języków obcych.

## Historia
Tereny dzisiejszej miejscowości były zamieszkane już w średniowieczu. Miejscowa ludność zajmowała się wyrabianiem dziegciu i smoły, bartnictwem, polowaniem i pozyskiwaniem skór dzikich zwierząt. Dopiero druga połowa XIX wieku przyniosła pewną zmianę w zakresie wykonywanych zajęć. Powstały pierwsze w miejscowości cegielnie.
Pierwszy dokument zawierający wzmiankę o Słupnie pochodzi z 1467 roku. Wieś królewska położona była w 1580 roku w powiecie warszawskim ziemi warszawskiej województwa mazowieckiego. Po 1605 roku wielokrotnie zmieniała właścicieli, aż w 1864 roku Słupno zostało uwłaszczone, a mieszkańcy stali się właścicielami ziem, które uprawiali.
W czasach Królestwa Polskiego istniała gmina Słupno.
W 1918 roku powołano do życia Ochotniczą Straż Pożarną, zlikwidowaną na przełomie lat '80-'90. Obecnie staraniem lokalnej społeczności reaktywowano straż.